# Angraecum huntleyoides
Angraecum huntleyoides är en orkidéart som beskrevs av Rudolf Schlechter. Angraecum huntleyoides ingår i släktet Angraecum och familjen orkidéer. Inga underarter finns listade i Catalogue of Life.